# Hedysarum coronarium
Espèce
Synonymes
- Hedysarum coronarium L.[2]
- Hedysarum coronarium[3]
- Sulla coronaria (L.) B. H. Choi & H. Ohashi[4]
- Sulla coronaria (L.) Medik. (préféré par BioLib)[2]
- Sulla coronaria Hedysarum coronarium L., 1753 (préféré par NCBI)[3]

Hedysarum coronarium est une espèce de plantes à fleurs dicotylédones de la famille des Fabaceae, sous-famille des Faboideae. C'est une plante herbacée originaire du Maghreb et d'Espagne. On le trouve en Europe du Sud, en Australie, en Inde, au Brésil et en Nouvelle-Zélande.

## Synonymes
Sainfoin espagnol ou italien, mélilot français, trèfle italien, trèfle à couronne, Hédysarum à bouquets, Sulla coronaria.

## Description
Hedysarum coronarium est une plante vivace herbacée mesurant de 30 à 150 cm. Elle forme une racine pivotante et est tolérante à la sécheresse.
Les feuilles atteignant 15 cm de long, sont pennées non appariées avec 5 à 11 feuilles pennées. Les folioles de forme elliptique, ovale ou obovale ont une longueur de 1,5 à 4 cm et une largeur de 0,8 à 2 cm, la foliole terminale étant légèrement plus grande que les folioles latérales. Le dessus des folioles est lisse, le dessous et le bord des feuilles est très poilu.
Les inflorescences ont une tige longue de 5-15 cm et peuvent contenir jusqu'à 40 fleurs bordeaux à violettes. Très rarement, on trouve une forme blanche. Elles ont des manchons bruns avec 1-4 constrictions des segments clairement séparés et formés. Les segments contiennent chacun une seule graine sombre, arrondie et aplatie latéralement. 
Le nombre de chromosomes est 2n = 16. 

## Culture
La plante pousse sur des sols profonds et argileux. Elle ne tolère pas les sols acides, salins, froids ou sableux.

## Utilisation
Le sainfoin espagnol est aujourd'hui principalement cultivé comme plante fourragère. 
Il est parfois cultivé comme plante ornementale dans les jardins.
En Italie, seul pays où la plante est cultivée sur des surfaces importantes, la plante sert de pâture apicole et le miel de Sulla y est réputé.
En Nouvelle-Zélande, la plante sert comme protection contre l'érosion et comme plante de bord des routes.
Autrefois, la plante était utilises comme légume (source de protéines) en Toscane.